# 무등리입석
무등리입석 (한국 한자: 無登里立石)은 전북특별자치도 완주군 봉동읍 제내리에 존재하는 화강암 재질의 입석 (선돌)이다. 1973년 6월 23일 전북특별자치도 민속문화재 제3호로 지정되었다. 무등리입석은 마을의 당산나무와 함께 무속 신앙의 대상이 되어, 사람들이 이 돌에 대고 아이 갖기나 액막이 등을 기원하기도 했다. 한쪽에는 '불암나무아미타불관세음보살'이란 글귀가 적혀 불교적 색채를 띠기도 한다.